# Basilica dell'Assunzione di Nostra Signora
La basilica dell'Assunzione di Nostra Signora (basílica de la Asunción de Nuestra Señora in spagnolo) è una chiesa situata a Colmenar Viejo, comunità di Madrid, Spagna.
La costruzione della chiesa, nel luogo precedentemente occupato dalla parrocchia di Santa Maria, iniziò alla fine del XV secolo, sotto il patronato dei Mendoza, signori di Colmenar Viejo e del Real de Manzanares, sotto la direzione dell'architetto Juan Guas. I lavori continuarono fino alla metà del XVI secolo, diretti dagli architetti Hannequín de Cuéllar e Rodrigo Gil de Hontañón. La chiesa fu eretta a basilica minore con decreto del 23 gennaio 2002. Dal 1997 è tutelata come Bien de Interés Cultural.
Tra gli elementi della chiesa distaccano la pala d'altare di stile rinascimentale, realizzato tra il 1563 e il 1579, in legno dorato policromo e alabastro, ed il campanile, opera di Rodrigo Gil de Hontañón, del 1530. La torre campanaria è costituita da vari corpi di pietra in conci, sormontato da una guglia ottagonale di calcare con pinnacoli e gargolle agli angoli, volte a crociera. È situata sul lato sud ed ha un'altezza di 50,12 m con un lato di 8,80 m.

## L'edificio
La costruzione, prevalentemente in stile gotico con inserzioni rinascimentali, è orientata secondo un asse est-ovest, con un'abside poligonale nella parte orientale. La chiesa ha pianta basilicale, con tre navate, crociera e, secondo alcuni studi, una cripta situata in corrispondenza del presbiterio. Le navate sono divise in cinque campate, coperte da volte a crociera con costoloni intermedi; tutti i costoloni sono retti ad eccezione di quelli della cantoria, che sono concavi e convessi. La cantoria copre le tre navate nella campata di controfacciata, e può essere raggiunta attraverso una grande scala con accesso da una cappella della navata settentrionale. Appoggiata al lato meridionale si trova la sacrestia.
Lungo tutto il perimetro dell'edificio è presente una cornice con modanature sferiche, tipica dell'epoca dei re cattolici. In corrispondenza dei pilastri sono visibili i contrafforti, con piedritti in corrispondenza dei cambi di sezione. Quest'ultima struttura è utilizzata anche per separare i distinti piani della torre campanaria.

## Portali

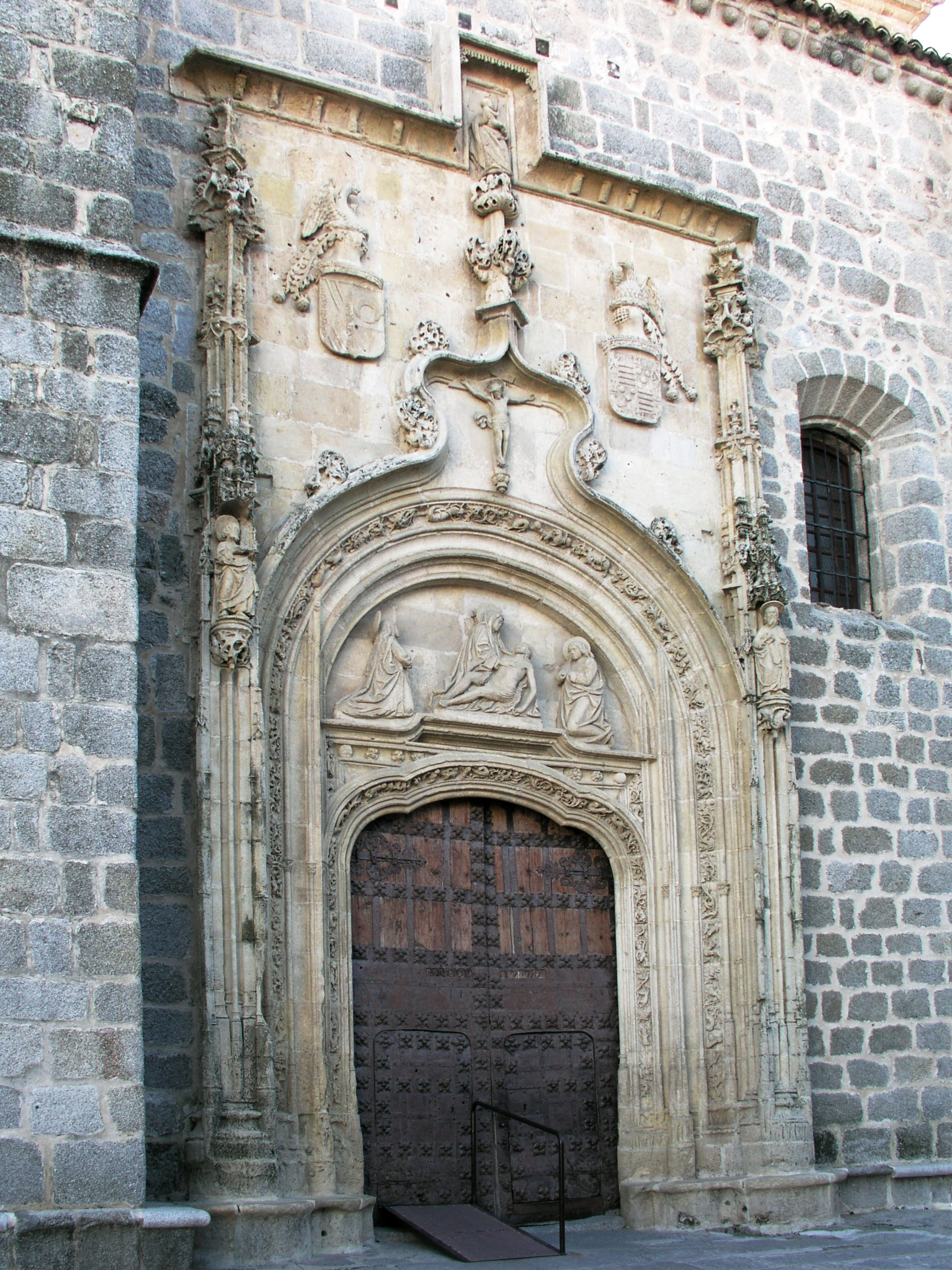
Portale settentrionale

Esistono tre porte di accesso alla chiesa situate, rispettivamente, sui lati nord, ovest e sud. I portali sono costruiti in dolomia. I portali di maggior interesse artistico sono situati sui lati nord e ovest, con lo stile tipico di Juan Guas: archi, alfiz e una modanatura che fa da cornice.

### Portale settentrionale
A differenza di altre chiese, è la porta principale della basilica. Il passaggio è attraverso un arco trilobato, sormontato da un arco a tutto sesto, con la rappresentazione della Pietà con san Giovanni e la Maddalena nel timpano. L'archivolto più esterno si apre con un arco inflesso decorato da una Crocifissione. Al di sopra dell'arco si trova una decorazione floreale e ancora più in alto una scultura della Madonna col Bambino, inscritta in un'arcata. Ai lati del portale si trovano due pilastri decorati con colonnine che sostengono le statue di san Pietro e san Paolo. Ai due lati del grande fiore si trovano due stemmi con un elmi con cimiero nel timbro: alla sinistra quello dei Mendoza, a cui apparteneva Diego Hurtado de Mendoza y Luna, terzo duca dell'Infantado e a destra quello dei Pimentel, a cui apparteneva sua moglie, María Alonso de Pimentel. Tutto il portale è adornato con una ricca decorazione floreale. Vi si trovano rappresentate anche undici arnie, allusione allo stemma di Colmenar Viejo. Le porte attuali, in legno con elementi metallici, risalgono al 1779.

### Portale occidentale

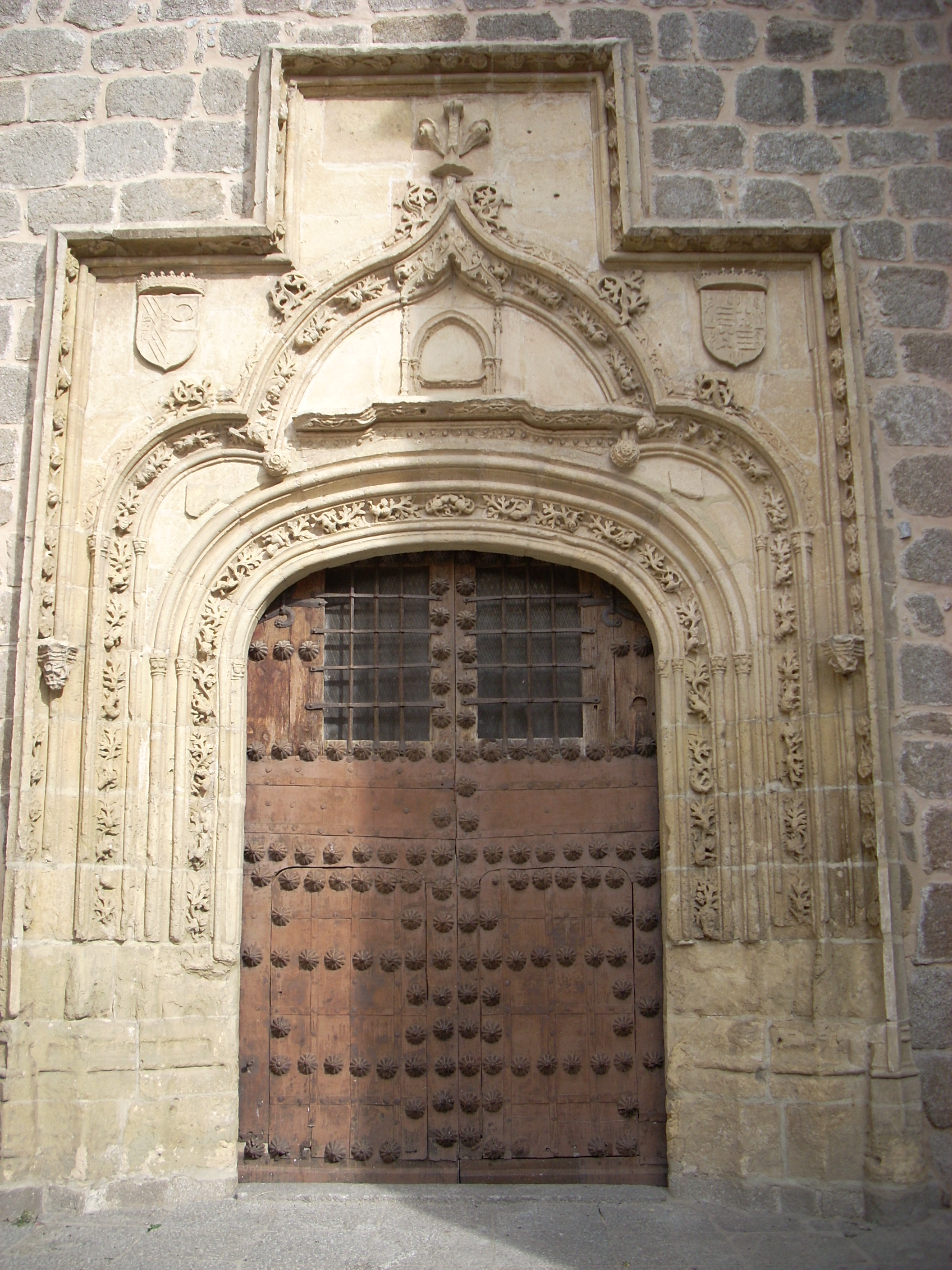
Portale occidentale

Detto anche "portale degli sposi", è situato in una rientranza a forma di U, compreso tra la torre campanaria, la facciata e il vano della scala che porta alla cantoria. Al di sopra della porta si trova un oculo. Il portale è costituito da un arco tricentrico compreso dentro un arco trilobato con archivolto. I due archi sono incorniciati da una modanatura che si diparte dalla base creando un alfiz multiplo. Gli archi sono decorati con animali e piante, tra cui testuggini, uccelli, animali fantastici e figure nude, sia maschili che femminili. L'area tra l'arco e l'alfiz è decorata con gli scudi araldici delle famiglie Mendoza e Pimentel. Al centro dell'alfiz si trova una decorazione con fiori uniti per il gambo, mentre all'interno del timpano si osserva la rappresentazione di un sepolcro gotico.

### Portale meridionale
Chiamato anche "porta del sole", è il più piccolo ed il più semplice dei portali della basilica. È formata da un arco a tutto sesto decorato con colonnine. Il portale è coperto da un portico ligneo sorretto da tre colonne di ordine tuscanico, risalente alla fine del XVII secolo.

## Campanile

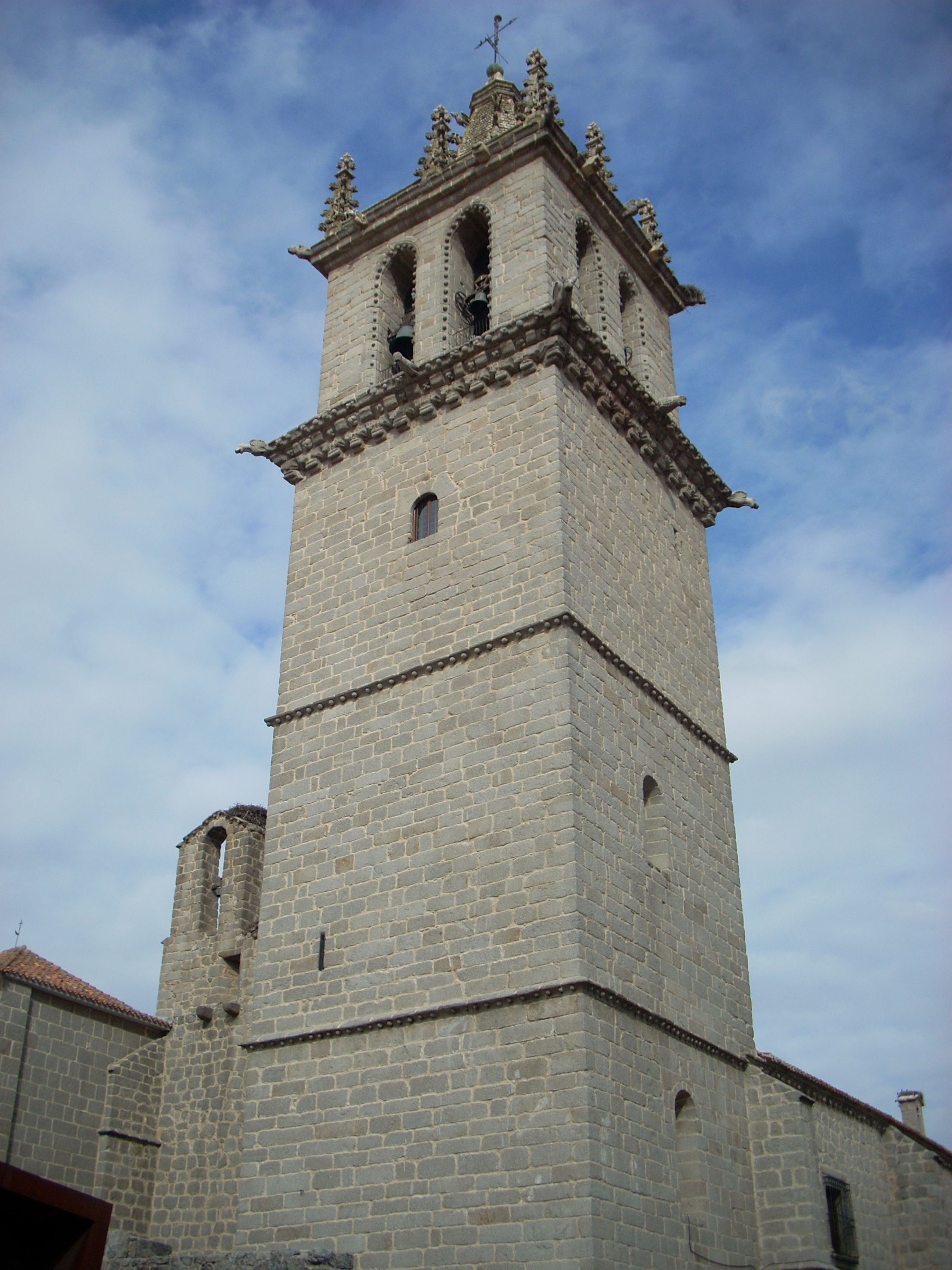
Campanile

Opera di Rodrigo Gil de Hontañón, il campanile, a pianta quadrata di 8,80 metri di lato e di 50,12 metri di altezza, è situato in corrispondenza della facciata, costituendone un'appendice nel lato meridionale. Come altri campanili castigliani coevi, è sormontato da una guglia. L'accesso alla sommità si realizza attraverso quattro rampe di scala a chiocciola, situate una ad ogni angolo della torre per ragioni statiche; ciascuna rampa collega due piani, visibili all'esterno sotto forma di piedritti, decorati con una successione di sfere. Il basamento della cella campanaria è costituito da una cornice sporgente a più livelli. Il livello inferiore è costituito da modiglioni su cui appoggiano conci decorati con due livelli di archi. Il livello intermedio presenta conci sporgenti, con alternanza di conci a forma di cuneo e conci decorati con rose a quattro petali con bottone centrale. Il livello superiore è decorato con fiori e sfere alternati. Dalla cornice sporgono otto gargolle, quelle angolari a forma di drago e quelle centrali a forma di leone.
In ogni lato della cella campanaria si aprono due monofore con arco a tutto sesto decorati con colonnine nella base e sfere nella modanatura. La cornice superiore della cella campanaria, di epoca successiva, comprende modanature rinascimentali a ovolo, listello e gola, con sedici gargolle in calcare a forma di drago per evacuare le acque che cadono sulla guglia. Alla sommità del campanile si trova una guglia ottagonale, con le falde decorate a mo' di scaglie. Poco al di sotto della sommità si trovano due modanature orizzontali. I lati della guglia sono decorati con creste, leoni, cani e grifoni. Alla base della guglia si trovano otto pinnacoli sorretti da dadi. La base della guglia è chiusa da una balaustra.

## Altari
Oltre all'altare maggiore, nella chiesa sono stati presenti vari altari laterali, di cui oggi ne rimangono cinque, oltre ad un altare proveniente dalla vicina cappella di Sant'Anna.

### Retablo dell'altare maggiore

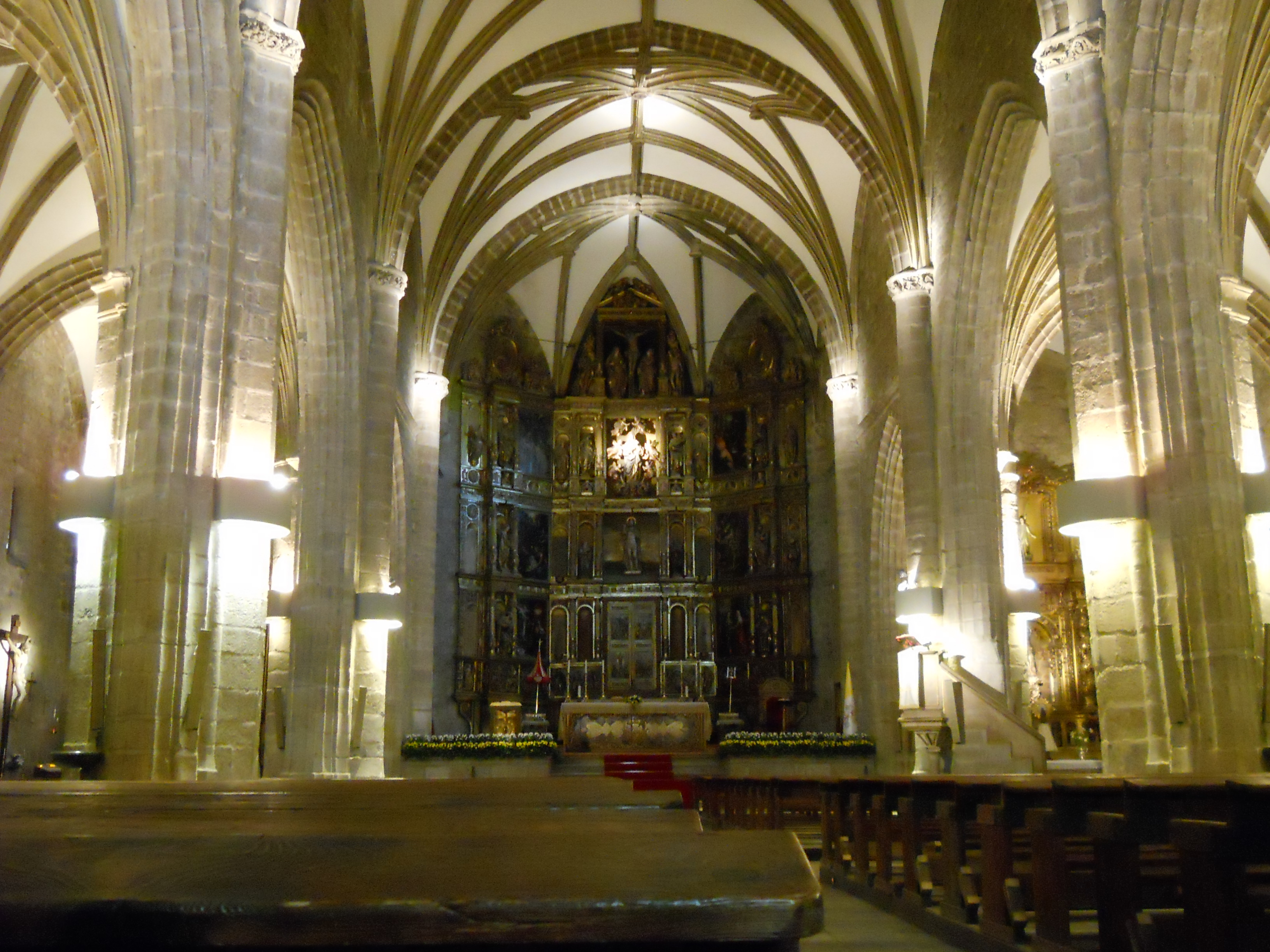
Navata centrale

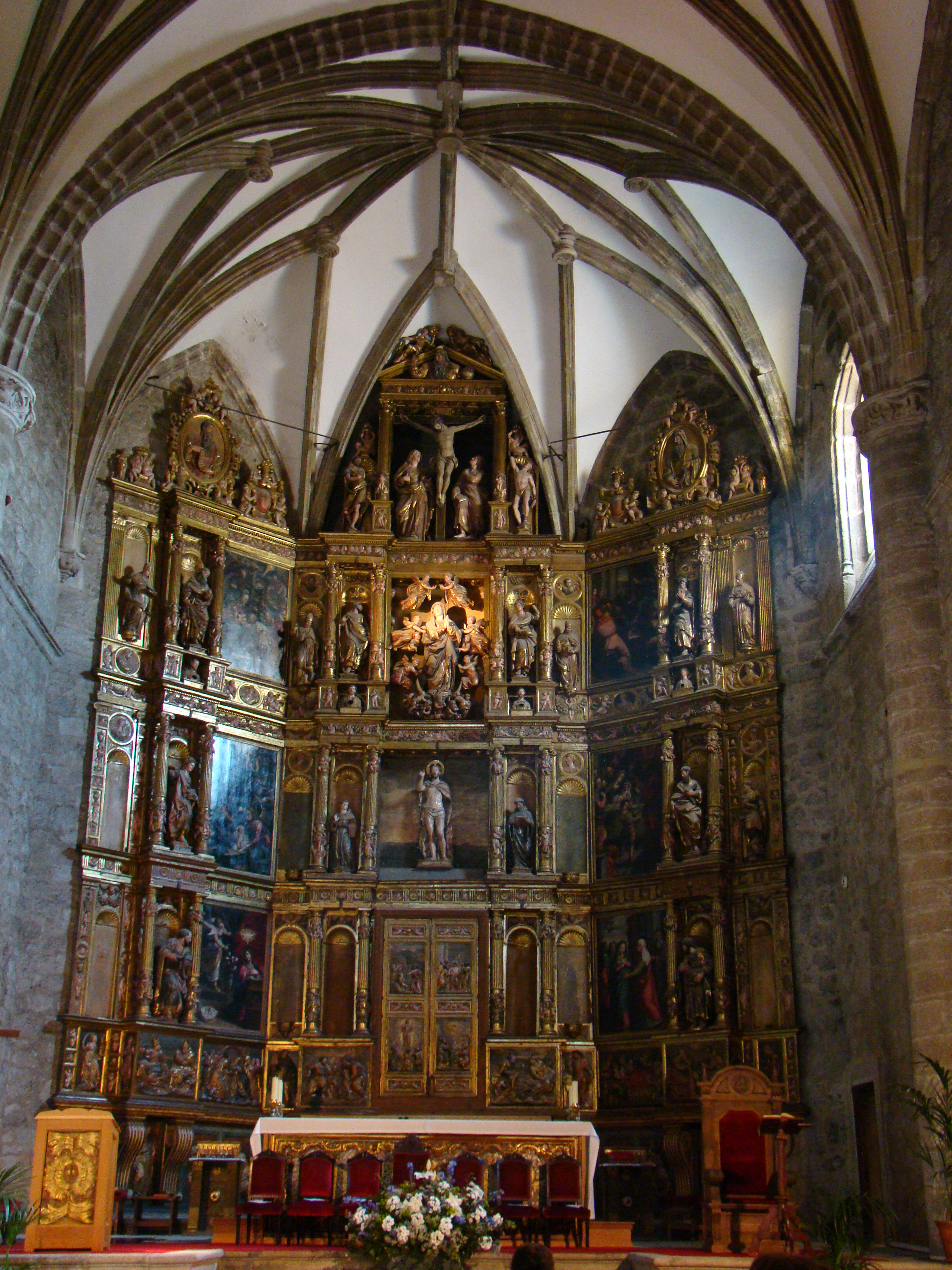
Retablo dell'altare maggiore

Il retablo dell'altare maggiore in legno policromo fu realizzato tra il 1560 ed il 1583 in stile plateresco. È formato da tre scomparti adattati alla forma smussata del presbiterio ed è composto da predella a due livelli, tre cuerpos con tre calles e otto entrecalles e un ático. Nei cuerpos si sovrappongono colonne con trabeazione di ordine dorico nel primo cuerpo, di ordine ionico nel secondo e di ordine corinzio nel terzo.
Il livello inferiore della predella è decorato con grandi mensole che separano tavole decorate con altorilievi ispirati all'Antico Testamento. Due di queste sono orizzontali e raffigurano ciascuna due persone sedute: Davide e Salomone, e Mosè e Aronne. Le altre quattro, orientate verticalmente, raffigurano ciascuna uno dei quattro profeti maggiori: Isaia, Geremia, Ezechiele e Daniele. Nel livello superiore si trovano vari altorilievi a soggetto religioso. Dall'esterno all'interno si trovano, in disposizione simmetrica, sante (santa Barbara e santa Marta), virtù cardinali (la Prudenza e la Fortezza), padri della Chiesa (sant'Agostino e sant'Ambrogio da un lato, san Girolamo e san Gregorio Magno dall'altro), ancora virtù cardinali (la Giustizia e la Temperanza), scene della vita della Madonna (l'Incontro alla Porta d'Oro e la Nascita della Vergine), Dottori della Chiesa (san Tommaso d'Aquino e san Bonaventura), virtù teologali (la Fede e la Carità) ed evangelisti (Matteo e Luca da un lato, Marco e Giovanni dall'altro), culminando nel tabernacolo, che si estende nel primo cuerpo.
Gli scomparti laterali sono costituiti da una calle di dipinti a olio su tela, e due entrecalles con sculture a tutto tondo. Nello scomparto di sinistra sono presenti i seguenti dipinti: nel primo cuerpo l'Annunciazione, attribuita a Diego de Urbina, nel secondo la Natività e nel terzo l'Adorazione dei Magi, entrambe attribuite ad Alonso Sánchez Coello. Nello scomparto di destra, invece, sono situati i seguenti dipinti: nel primo cuerpo la Visitazione, attribuita a Luis de Velasco, nel secondo la Presentazione di Gesù al Tempio e nel terzo Gesù tra i Dottori, entrambi opera di Hernando de Ávila.
Lo scomparto centrale è interamente scolpito. Nel primo cuerpo, di ordine dorico, la calle centrale è occupata da un tabernacolo a forma di tempietto. Le porte sono decorate nella parte esterna con bassorilievi raffiguranti: l'Apparizione di Cristo alla Maddalena, l'Incredulità di San Tommaso, l'Ascensione del Signore e la Pentecoste. Nella parte interna, le porte sono dipinte con sedici scene dell'Antico Testamento, quattro più grandi: i pani della presentazione, gli esploratori della terra promessa, la Pasqua e Dio concede la manna nel deserto, e dodici più piccole: il sacrificio di Isacco, Tobia e l'angelo, il sogno di Giacobbe, la lotta con l'angelo, Mosè e il roveto ardente, Mosè e il serpente di bronzo, Dio e Mosè nel Sinai, Dio consegna a Mosè le Tavole della Legge, Mosè e Aronne davanti al Faraone, il passaggio del Mar Rosso, il sacrificio di Elia e Davide davanti all'Arca. Nella parte inferiore del tabernacolo si trovava un artorilievo raffigurante l'Ultima Cena, andato perduto durante la guerra civile spagnola, mentre nella parte superiore si trova un ostensorio circolare. Nelle entrecalles si trovano statue di apostoli: san Giovanni, san Pietro, san Paolo e san Giacomo e quattro fondatori di ordini religiosi: sant'Agostino, san Benedetto, san Francesco e san Domenico. Di questi ultimi, solo rimangono due statue, reubicate nel secondo cuerpo.
Nel secondo cuerpo, di ordine ionico, nella calle centrale è presente la rappresentazione della Risurrezione di Gesù, originariamente composta da una statua raffigurante Gesù vestito solo con un perizoma, affiancato da due statue raffiguranti soldati romani. Oggi è presente una statua del Cristo risorto, di epoca successiva alla costruzione del retablo. Nelle entrecalles si trovano statue di apostoli: sant'Andrea, san Tommaso ed altri due andati perduti e quattro vergini sante: sant'Agnese, santa Lucia, sant'Agata e santa Caterina; solo quest'ultima statua è ad oggi presente. Al di sopra delle nicchie vi sono quattro tondi raffiguranti figure di profilo in bassorilievo. 

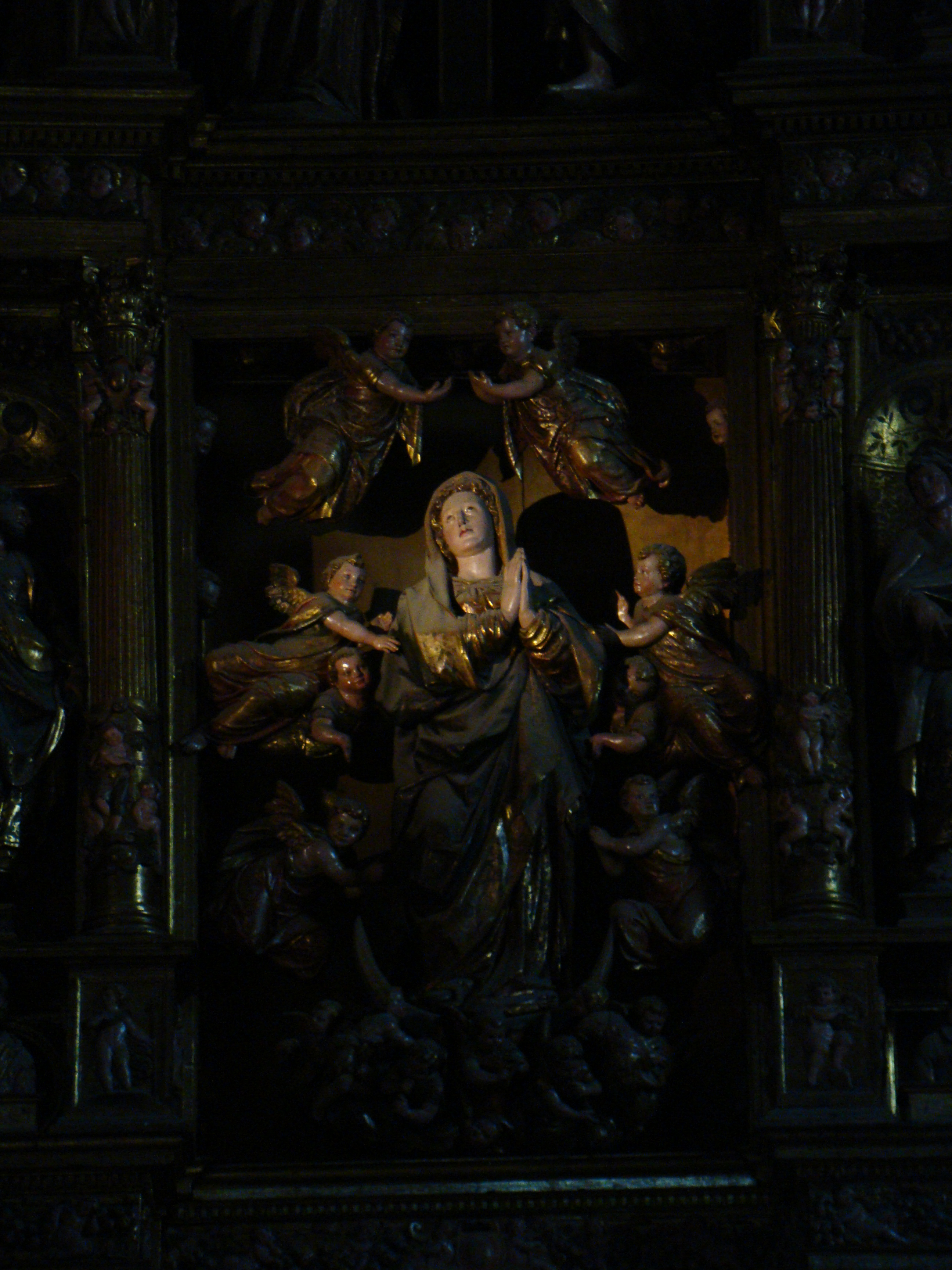
L'Assunzione della Vergine

Nel terzo cuerpo, caratterizzato da colonne di ordine corinzio, si trova raffigurata nella calle centrale l'Assunzione della Vergine. Nelle entrecalles si trovano rappresentati quattro apostoli e quattro vescovi santi, simbolo della gerarchia ecclesiastica. Uno di questi è Sant'Agostino, raffigurato con il Bambin Gesù ai suoi piedi. Le statue e le colonne sono situate sopra plinti decorati con busti-reliquiari, medaglioni con altorilievi di figure poste di profilo, e amorini.
Nell'ático della calle centrale è presente un Calvario posto al di sotto di un frontone triangolare con il Padre Eterno e allegorie dell'abbondanza, con ai lati due statue di un apostolo e di san Sebastiano. Nella parte più alta degli scomparti laterali vi sono due tondi con i profeti Isaia e Geremia.
Il retablo fu incaricato nel 1566 agli artisti toledani Juan de Tovar e Francisco Linares, cognato di Tovar, che elaborarono i bozzetti e l'esecuzione dell'opera fino al 1572 o 1573, anno della morte di Tovar; nel laboratorio familiare, Tovar si dedicava ai lavori architettonici, mentre Linares si occupava delle arti figurative. L'attribuzione tradizionale a Francisco Giralte per motivi puramente stilistici, limitata secondo Portela Sandoval agli altorilievi della predella ed alle statue degli apostoli, non ha nessun fondamento, secondo Cruz Valdovinos, alla luce della documentazione e della stessa tipologia del retablo, che risponde ad un modello comune nell'Arcidiocesi di Toledo con l'unica novità, rispetto agli anni della realizzazione, della sovrapposizione degli ordini architettonici.

### Altari laterali

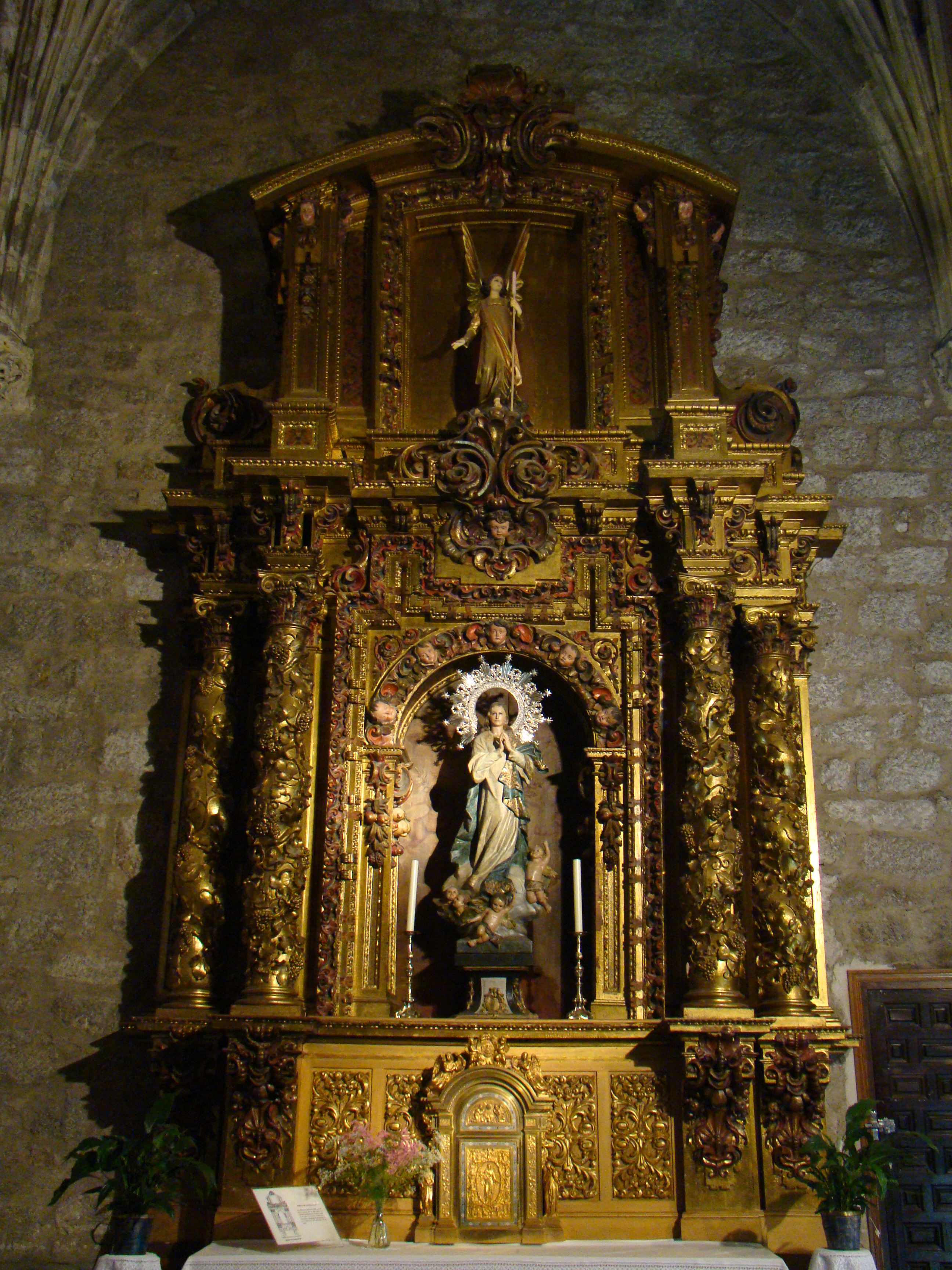
Altare dell'Immacolata Concezione

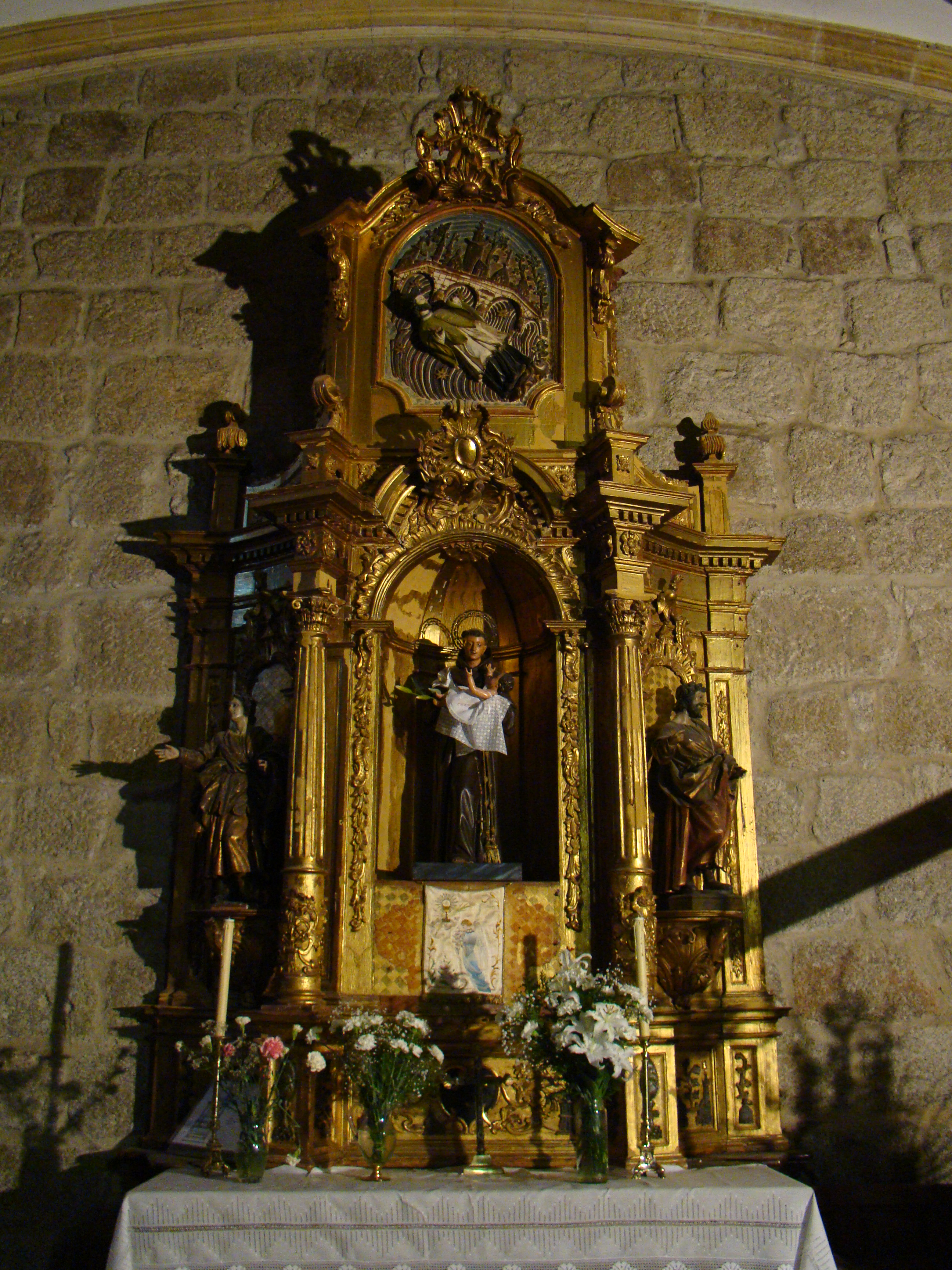
Altare di San Giovanni Nepomuceno

È presieduto da un retablo barocco-churrigueresco, risalente agli ultimi anni del Seicento. Largo 3,5 metri ed alto 5, è costituito da predella, cuerpo principale di una sola calle, e ático. Ai lati del cuerpo principale vi sono quattro colonne tortili, decorate con uva e foglie di vite. Il retablo è presieduto, al centro, da una statua dell'Immacolata Concezione, posteriore al resto del retablo. Nell'ático originariamente si trovava una statua lignea di San Gaetano, mentre oggi vi si situa un angelo. Sull'altare si trovava una statua di san Pietro; altre sculture scomparse sono altorilievi che rappresentavano, rispettivamente, san Ferdinando, sant'Ermenegildo, san Bernardo e sant'Isidoro.

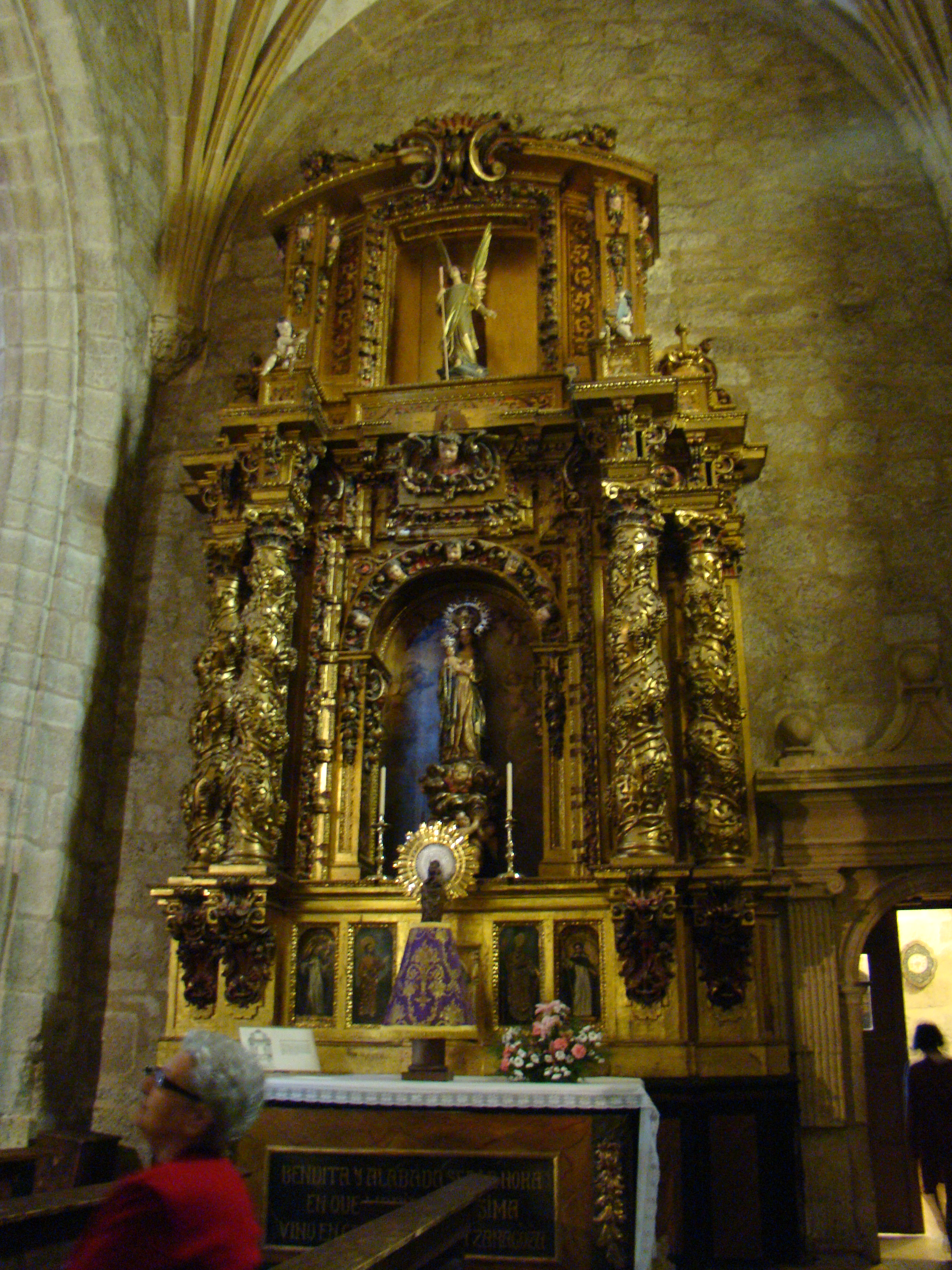
Altare della Madonna del Rosario
È presieduto da un retablo di stile churrigueresco, coevo e stilisticamente simile al retablo dell'Immacolata. Nella predella si trovano quattro medaglioni dipinti raffiguranti, rispettivamente, sant'Ildefonso, san Giovanni Battista, san Giovanni Evangelista, e sant'Eugenio, vescovo di Toledo. Le pitture sono quelle originali, anche se nel corso dei secoli hanno subito ritocchi. Nel cuerpo principale si trova la statua della Madonna del Rosario, proveniente dall'oggi scomparso eremo di Nostra Signora del Rosario. La statua è posta sopra un piedistallo barocco, decorato con visi d'angelo. Nell'ático originariamente era presente una statua di San Domenico; oggi, invece, si trova una statua di san Nicola di Bari, proveniente da un retablo dedicato al santo e situato sotto il coro della basilica.

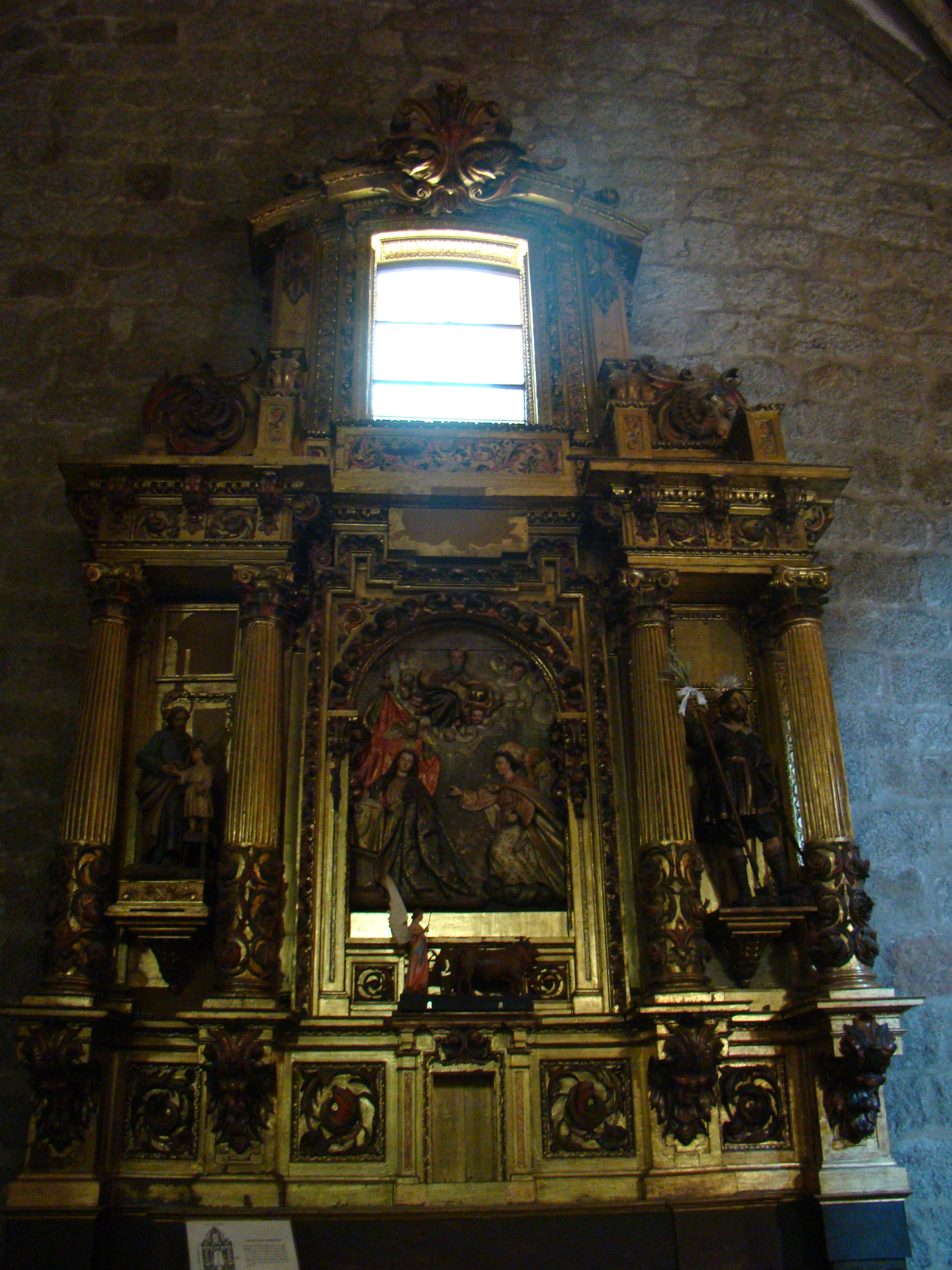
Altare dell'Incarnazione
È presieduto da un retablo dorato e policromo risalente a metà del Seicento. Presenta una predella decorata con motivi vegetali, un cuerpo principale diviso in tre calle da colonne di ordine corinzio, e da un ático in cui si apre una finestra, sormontato da una modanatura. Al centro del retablo si situa una scultura in altorilievo raffigurante l'Annunciazione a Maria da parte dell'Arcangelo Gabriele. Nelle calle laterali si trovano statue di sant'Isidoro l'Agricoltore e di san Giovanni Battista, rispettivamente. Nell'ático è presente un San Giuseppe col Bambino, risalente a inizio Ottocento.
Altare della Madonna del Carmine
Coevo e stilisticamente simile all'altare dell'Incarnazione, presenta nel cuerpo centrale del retablo una statua della Madonna del Carmine, sormontata da un arco. Nelle calle laterali originariamente si trovavano statue policrome rappresentanti sant'Anna e san Gioacchino, sormontate da dipinti raffiguranti rispettivamente il profeta Elia e santa Teresa. Al posto delle due statue originarie oggi ve ne sono due recenti, raffiguranti due sante carmelitane: santa Teresa d'Avila e santa Teresa del Bambino Gesù; le statue originali, dopo il restauro, sono esposte nel museo parrocchiale.
Altare di San Giovanni Nepomuceno
È presieduto da un retablo della prima metà del XVIII secolo, in stile rococò. La predella è decorata con motivi allegorici, come l'albero, il ramo ed alcuni edifici. La calle centrale originariamente conteneva una statua del santo titolare, che fu successivamente posta nell'ático del retablo della Purissima; oggi è esposta nel museo parrocchiale. Al suo posto, oggi si trova una statua di sant'Antonio da Padova. Nelle calle laterali si trovano le immagini dei martiri Crispino e Crispiniano, patroni dei calzolai; le statue furono donate da questa corporazione nel 1702. Nell'ático si trova un altorilievo raffigurante un episodio della vita di San Giovanni Nepomuceno, il ritrovamento del suo corpo sulla superficie della Moldava grazie alla luce di cinque stelle. Il motivo delle cinque stelle è ripetuto sull'altare.
Altare di Sant'Anna
Il retablo di questo altare proviene dalla cappella di Sant'Anna, e fu probabilmente spostato nella basilica negli anni 1950, in occasione del restauro della cappella. Alto 8 metri e largo 4,5, risale al XVIII secolo; è di stile rococò con colonne corinzie. Il retablo si compone di predella, tre calle e un ático. Nella calle centrale si trova una nicchia con la statua di sant'Anna, mentre nelle calle laterali si trovano i quattro evangelisti. A livello della predella si trovano le statue di san Giacomo Maggiore e sant'Andrea. Nell'ático si trova, sotto un arco trilobato, un crocifisso. Originariamente, questa nicchia era occupata dalla raffigurazione dell'Immacolata Concezione. L'altare è decorato con motivi allegorici legati alla Madonna, come per esempio la torre d'avorio, il cedro, il pozzo dell'acqua della vita o la stella del mattino, ispirati al Cantico dei cantici o all'Apocalisse.

## Sepolcro di Benito López

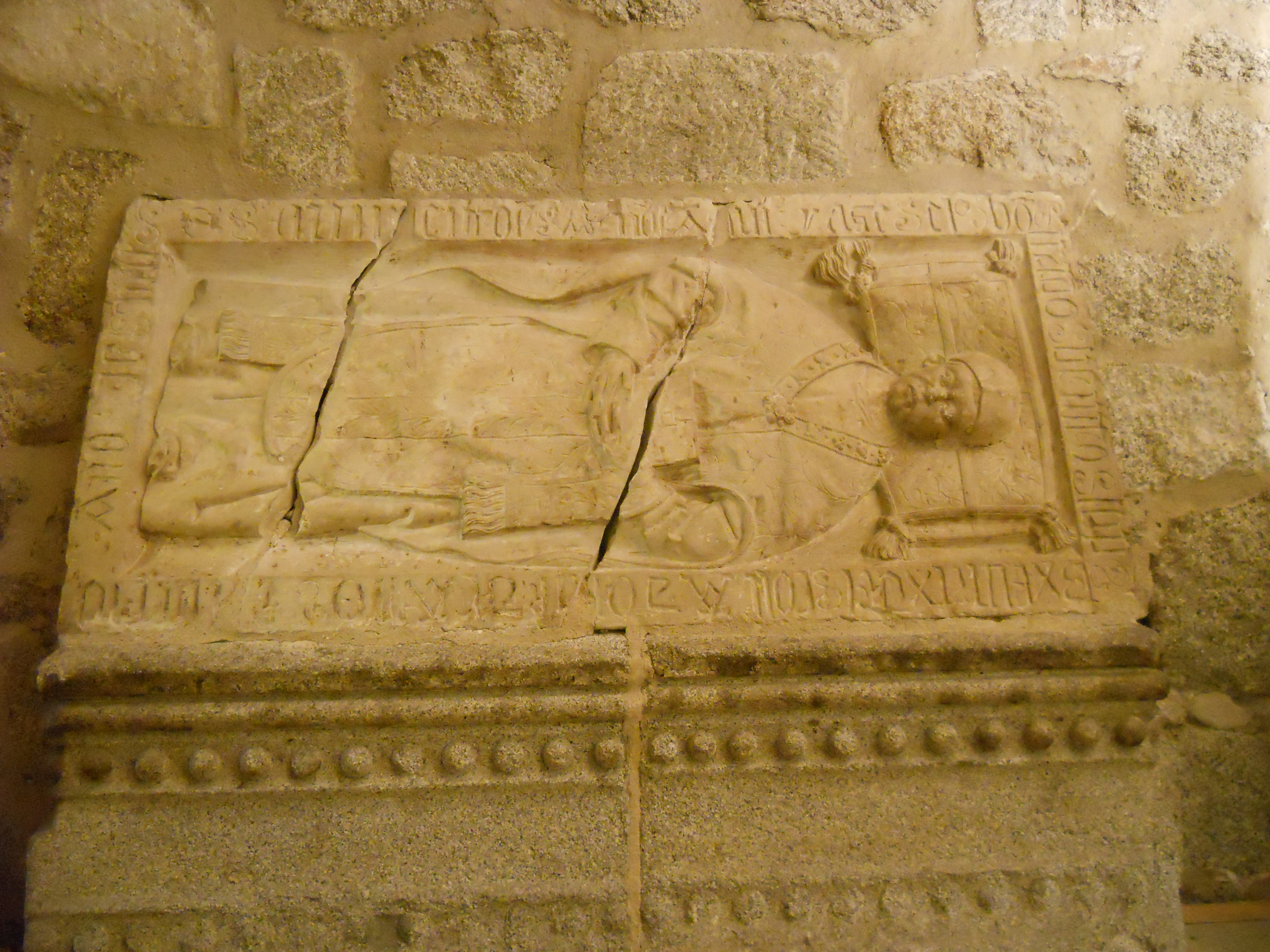
Sepolcro di Benito López

Sulla parete meridionale della basilica, accanto alla sacrestia, si trova il sepolcro del prete Benito López, morto nel 1500. La lapide ne mostra l'effigie scolpita.

## Museo di arte sacra
All'interno del tempio si possono ammirare anche interessanti esempi di pitture e sculture del Rinascimento, così come opere in stile barocco e rococò, libri corali, gargolle ed altre opere provenienti dalla chiesa stessa.
Dal 18 luglio 2009 l'esposizione si è convertita nel Museo di arte sacra, situato nel coro della basilica. Nel museo sono esposti anche oggetti e paramenti liturgici; l'orario di visita è dal lunedì al venerdì dalle 11 alle 13.

## XXI secolo
Oltre agli aspetti visivi, la basilica presenta un'ottima acustica, che permette la realizzazione di concerti di musica classica. Tra i concerti annuali distaccano quelli delle associazioni musicali e corali della città, come la corale e la banda sinfonica di Colmenar Viejo.
La rappresentazione dell'Auto de los Reyes Magos nei primi giorni dell'anno si celebra dall'inizio del XXI secolo.
La basilica è il centro della vita religiosa cattolica di Colmenar Viejo, essendo stata chiesa parrocchiale, prima dedicata a Nostra Signora Santa Maria e, a partire dal XVI secolo, all'Assunzione di Nostra Signora.

## Restauri
- Nel 1649 un fulmine distrusse la guglia, parte del campanile ed altre strutture. A partire dal 1650 iniziarono i restauri, che terminarono nel 1656.[3]
- Dal 1999 al 2000 si restaurò il campanile, ricostruendo un rosone che era stato perduto in data ignota, e riabilitando le sale interne, in particolare la sala dell'orologio.[12]
- Tra il 2000 ed il 2001 si restaurò il vano delle campane.[13]
- Nel 2003 si continuò con il restauro del campanile, con lavori di consolidamento delle facciate. Nel corso degli stessi lavori si restaurarono alcune gargolle e della cornice.[14]